# Liturgusa charpentieri
Liturgusa charpentieri es una especie de mantis de la familia Hymenopodidae.

## Distribución geográfica
Se encuentra en Brasil, Costa Rica, Ecuador y Colombia.